# کایوی

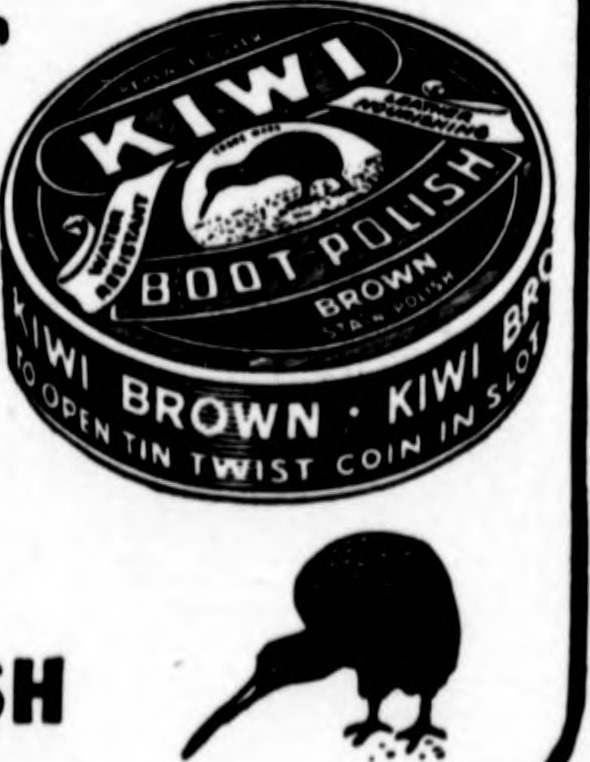
کایوی

کایوی (انگلیسی: Kiwi) شرکت صنایع غذایی استرالیایی است، که در سال ۱۹۰۶ تأسیس شد.